# پلاستیک زیست‌تجزیه‌پذیر

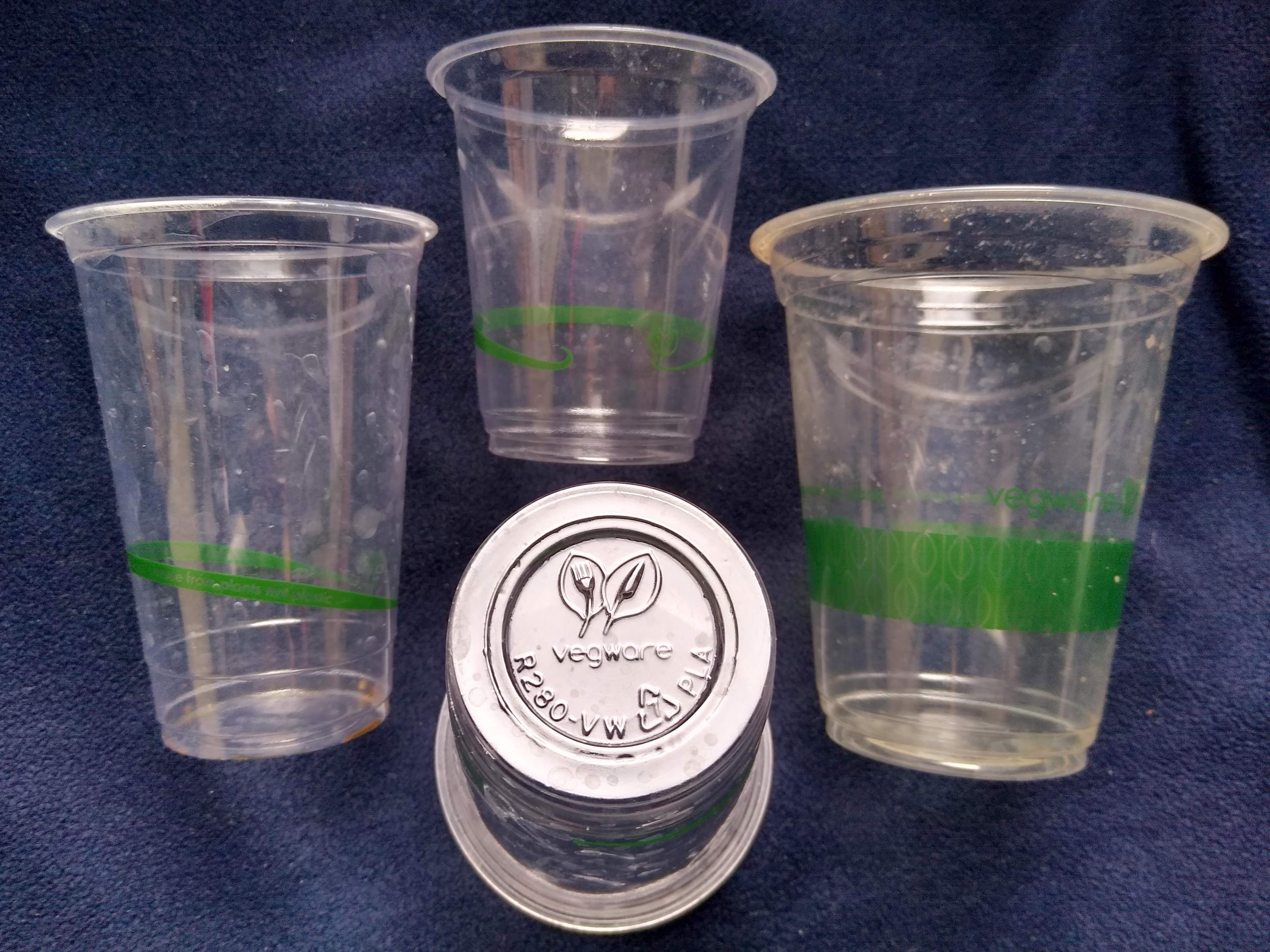
لیوان‌های پلاستیکی یکبارمصرف ساخته‌شده از پلاستیک زیست‌تجزیه‌پذیر

پلاستیک‌های زیست‌تجزیه‌پذیر یا پلاستیک‌های زیست‌تخریب‌پذیر پلاستیک‌هایی هستند که می‌توانند در اثر عمل جانداران زنده، معمولاً میکروب‌ها، به آب، دی‌اکسید کربن و زیست‌توده تجزیه شوند. پلاستیک‌های زیست‌تجزیه‌پذیر معمولاً با مواد خام تجدیدپذیر، میکروارگانیسم‌ها، پتروشیمی‌ها یا ترکیبی از هر سه تولید می‌شوند.

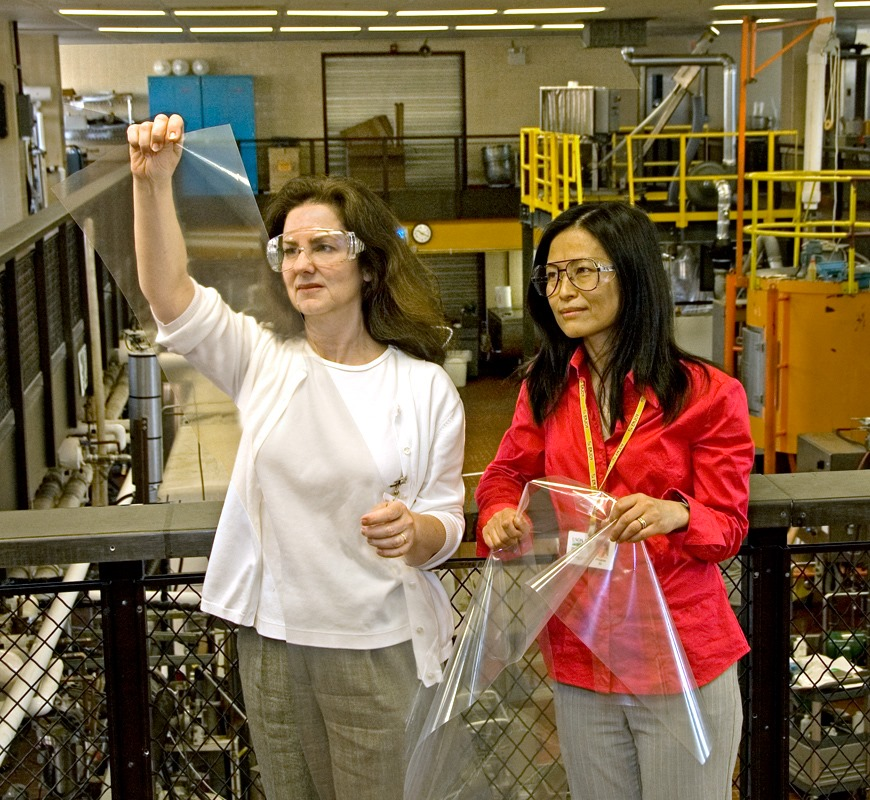
توسعه روکش فیلم کازئین خوراکی در USDA